# Zofinger Kinderfest

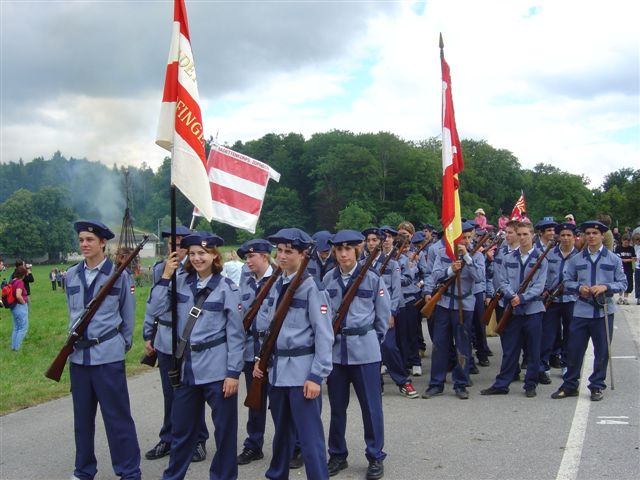
Das Zofinger Kadettencorps mit der erbeuteten Freischarenfahne (rechts), im Hintergrund die brennende Freischarenburg

Das Zofinger Kinderfest ist eines von vier traditionellen Jugendfesten im Kanton Aargau in der Schweiz. Es findet jeweils am ersten Freitag im Juli in Zofingen statt. In der heute üblichen Form geschah dies erstmals im Jahr 1810, wobei die Tradition selbst bis ins 16. Jahrhundert zurückreicht.
Den Auftakt des Kinderfestes bildet das Zapfenstreich-Konzert am Vorabend mit anschliessendem Festbetrieb in der Altstadt. Das eigentliche Fest am Freitag wird mit der Tagwache um sieben Uhr morgens durch Kanonenschüsse auf dem Heitern und einem Ständchen der Stadtmusik und dem Tambourenverein in der Altstadt eröffnet. Anschliessend findet der Umzug der Schuljugend durch die Altstadt statt, der durch eine mit Liedern, Musikstücken und Ansprache gestaltete Feier in der Stadtkirche unterbrochen wird. Am Nachmittag folgt auf dem Heitern das Kadettenmanöver (Nachstellung eines Gefechts der Kadetten gegen «Freischaren») mit anschliessenden Vorführungen der Schulen. Nach einem Bankett findet das Fest mit einem Fackelumzug hinunter in die Stadt seinen Abschluss. Traditionelle kulinarische Bestandteile des Festes sind die Wurstweggen, der Kinderfestkuchen, Zofinger Spiesse und zum Bankett der Weisswein aus dem Zofinger Rathauskeller. Ausserdem spielt die Stadtmusik und der Tambourenverein den Zofinger Marsch.
Das Zofinger Kadettencorps wurde zu Beginn des 19. Jahrhunderts gegründet und ist neben jenem von Lenzburg eines der letzten in seiner Urform noch existierenden in der Schweiz. Früher war das Kadettenwesen eine ganzjährige Einrichtung und für Knaben obligatorisch, wurde jedoch ab den 1960er Jahren auf die kulturellen Komponenten im Rahmen des Kinderfestes reduziert. Die Schüler können sich heute für das Kadettenwesen oder ein Alternativprogramm entscheiden. Seit 2000 sind auch Mädchen bei den Kadetten willkommen. Ausserhalb des Kinderfestes erschien das Kadettencorps in jüngerer Zeit im 2006 im Rahmen des Gastkantons Aargau beim Zürcher Sechseläuten und 2007 bei der Fernsehsendung SRF bi de Lüt.
Die Kinderfestwoche erfährt ihren inoffiziellen Auftakt seit 1997 am vorhergehenden Montag durch den Anlass «New Orleans meets Zofingen» mit diversen Konzerten aus den Bereichen Jazz und Blues in der Altstadt. Andere traditionelle aargauische Jugendfeste finden in Aarau (Maienzug), Brugg (Rutenzug) und Lenzburg (Jugendfest) statt.